# Râul Valea Voenilor
Râul Valea Voenilor este un curs de apă, afluent al râului Pascu. 

## Hărți
- Harta munții Codru Moma  Arhivat în 9 iunie 2008, la Wayback Machine.
- Harta munții Apuseni